# 高-奥登海姆
高-奥登海姆是德国莱茵兰-普法尔茨州的一个市镇。总面积18.27平方公里，总人口3807人，其中男性1894人，女性1913人（2011年12月31日），人口密度208人/平方公里。